# Generi di Araneidae
Di seguito sono descritti i 169 generi viventi di ragni, più 17 fossili, che compongono la famiglia Araneidae a maggio 2014.
Per la suddivisione in sottofamiglie e tribù si segue la classificazione adottata dall'entomologo Joel Hallan.

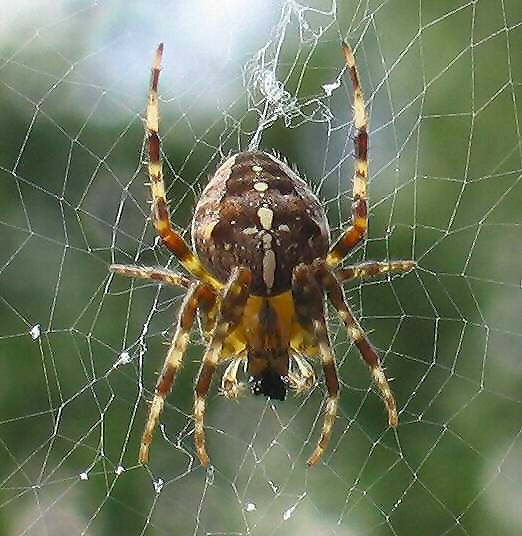
Araneus diadematus

## Araneinae

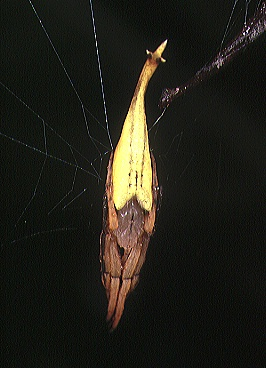
Arachnura melanura, femmina

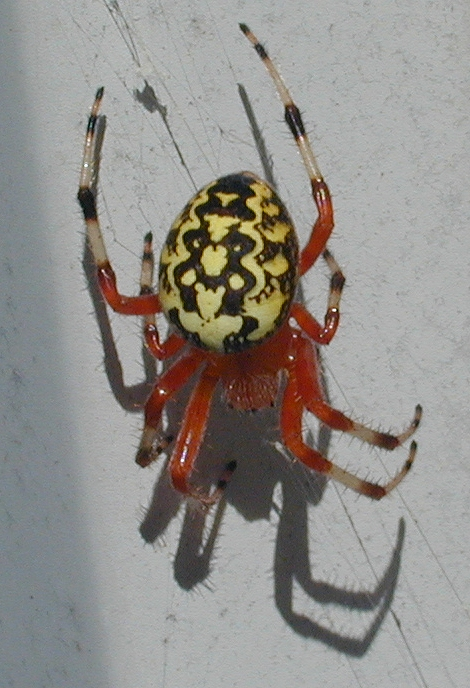
Araneus marmoreus

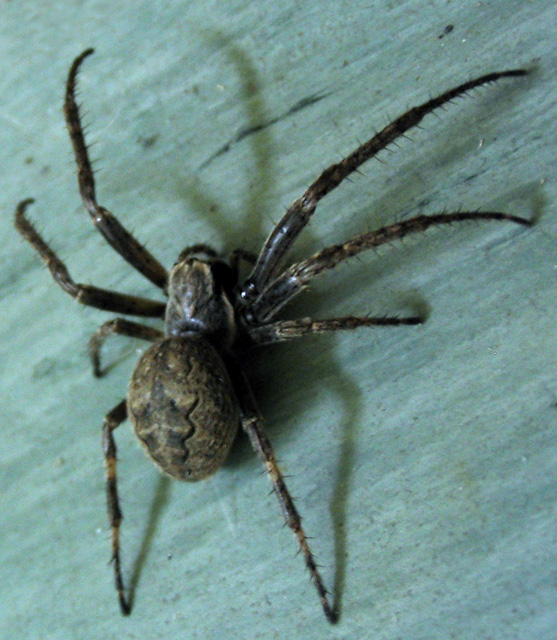
Nuctenea umbratica

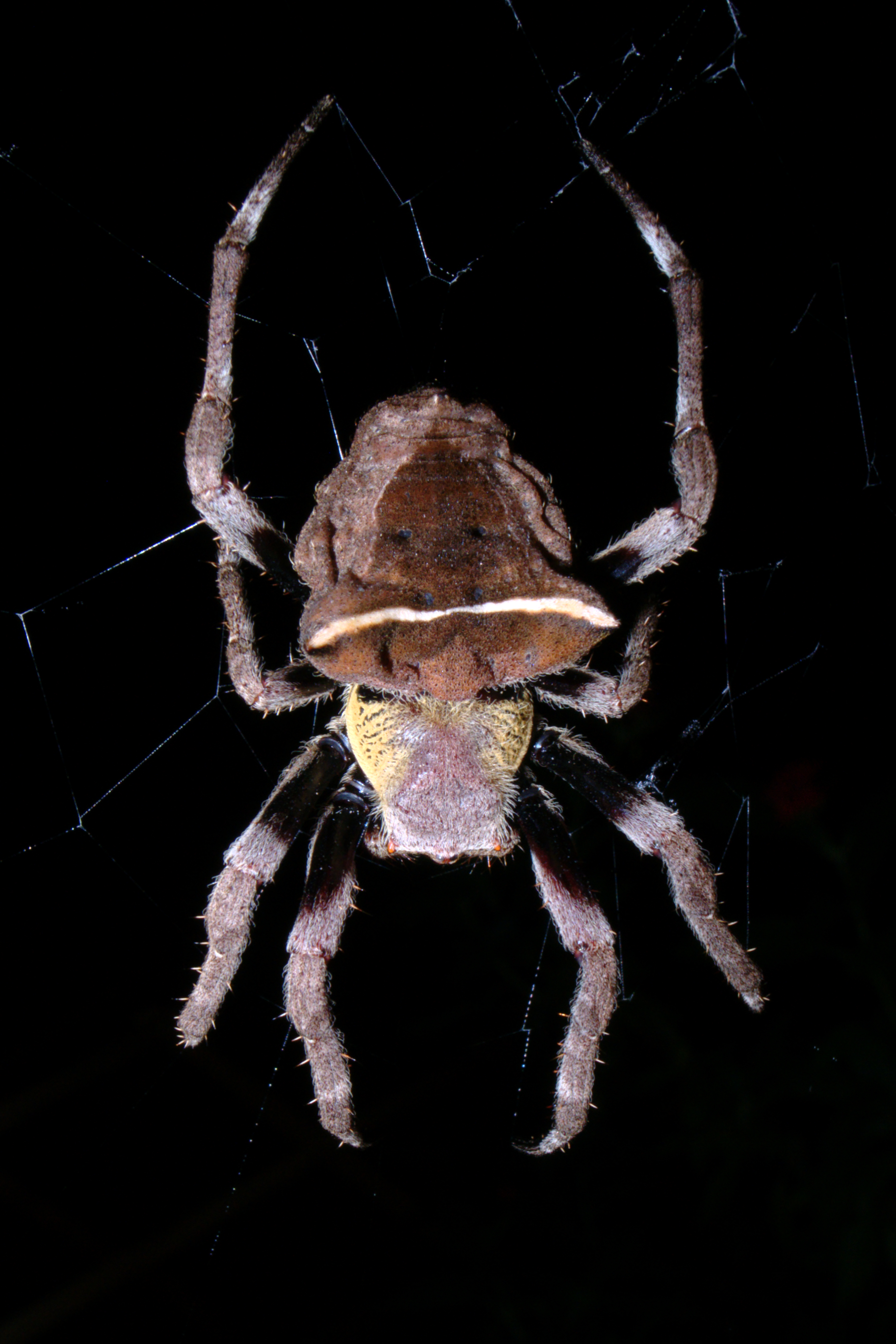
Parawixia dehaani, femmina

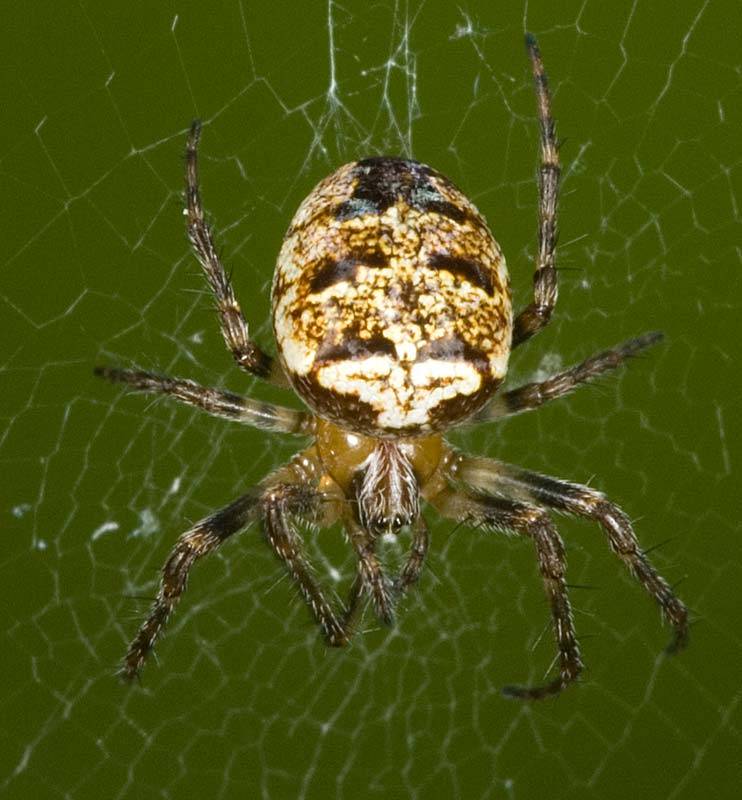
Zilla diodia

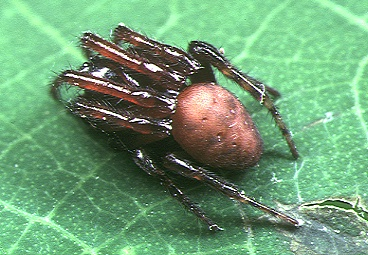
Acusilas coccineus, maschio

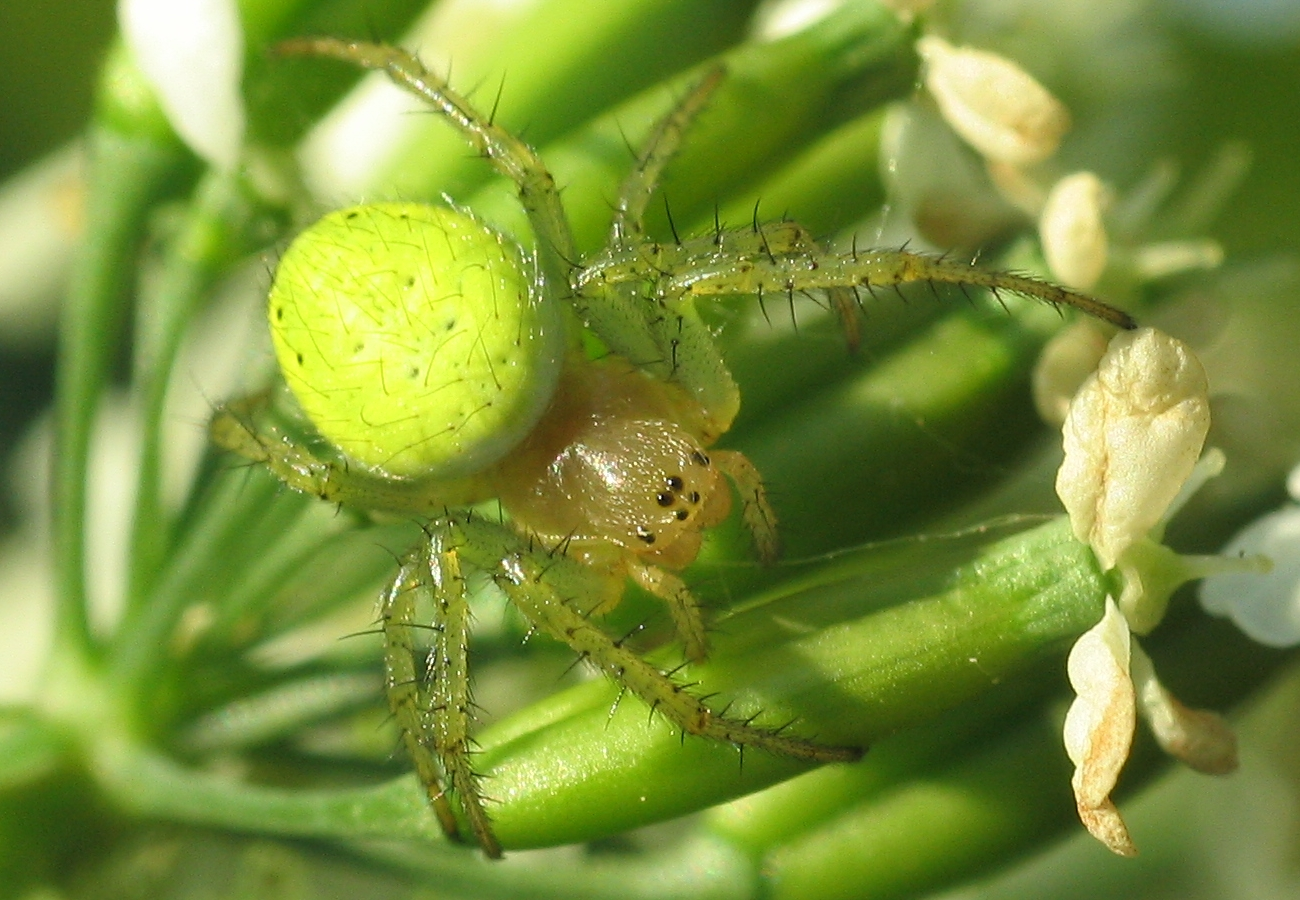
Araniella cucurbitina

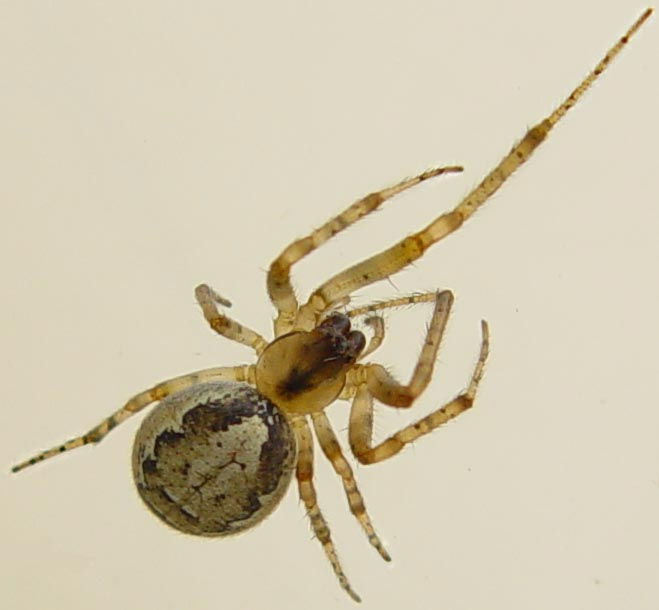
Zygiella x-notata, femmina

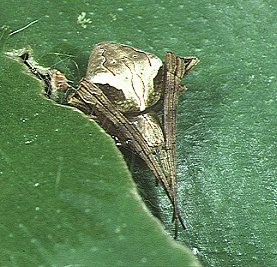
Acacesia cornigera

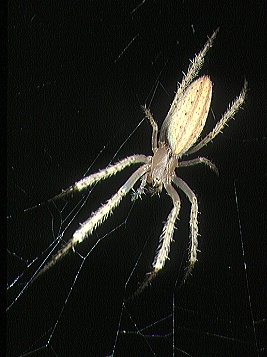
Larinia fusiformis, femmina

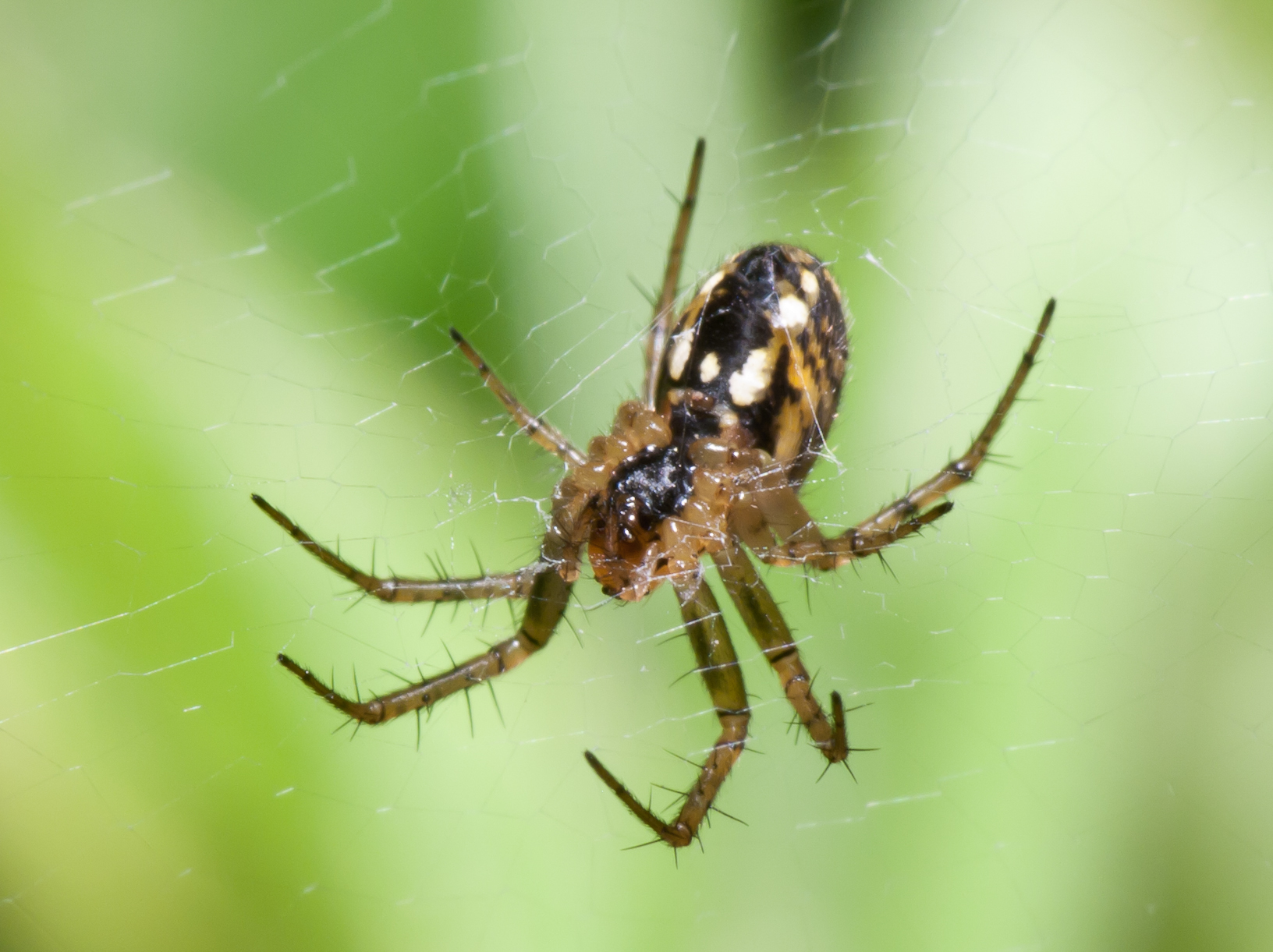
Mangora acalypha

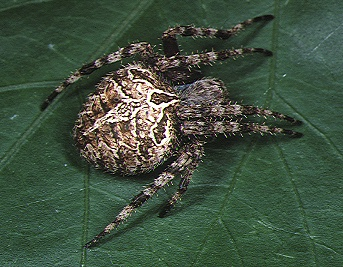
Neoscona vigilans, femmina

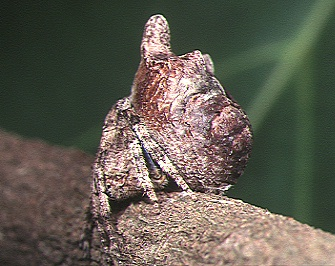
Poltys illepidus, femmina

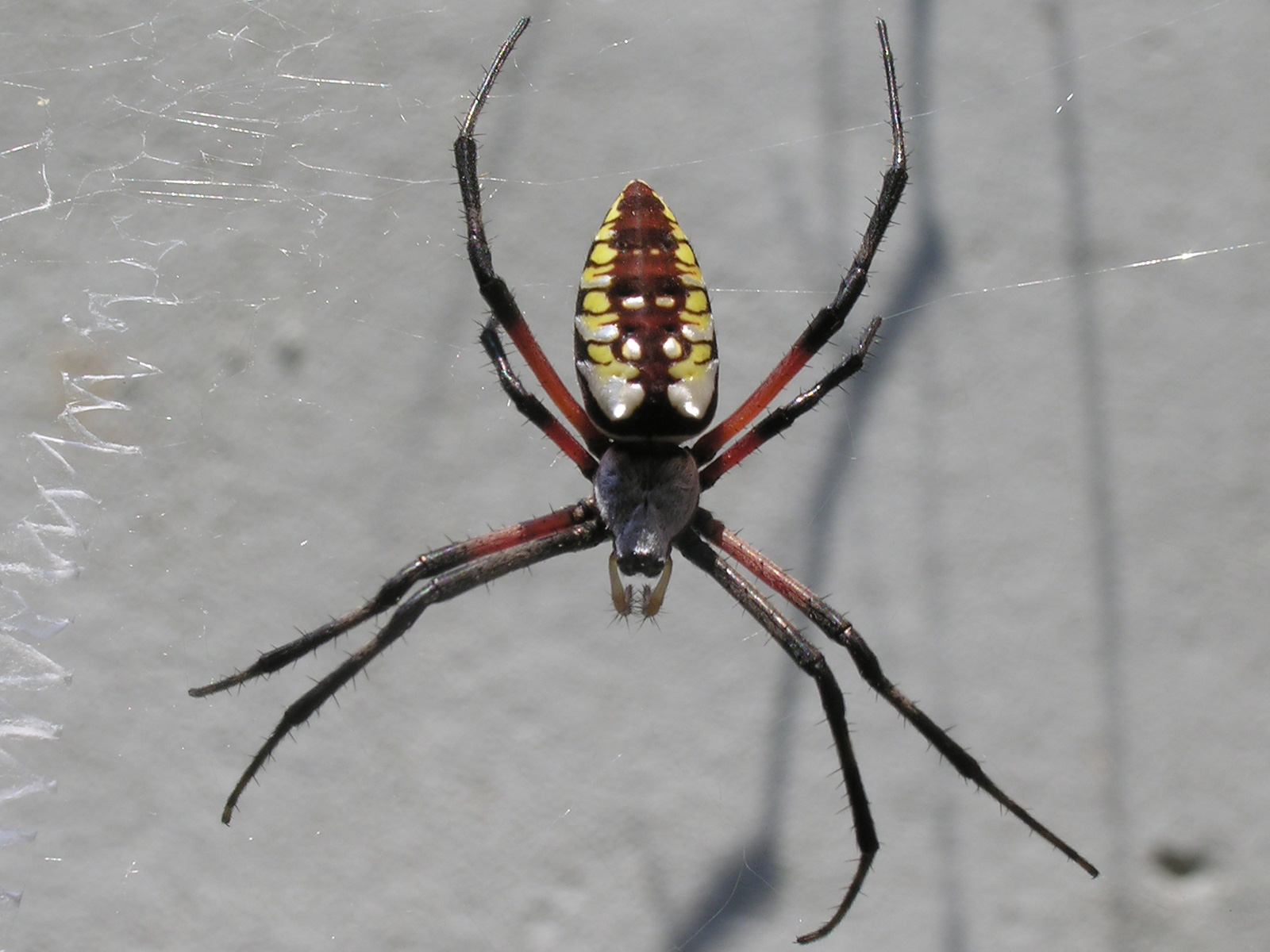
Argiope aurantia

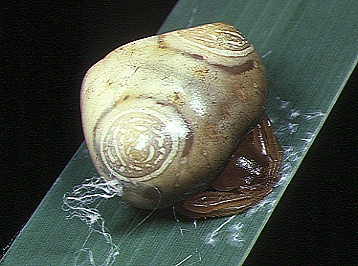
Cyrtarachne inequalis, femmina

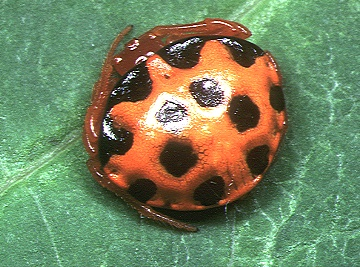
Paraplectana tsushimensis, femmina

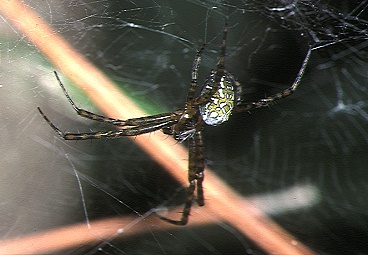
Cyrtophora moluccensis, maschio

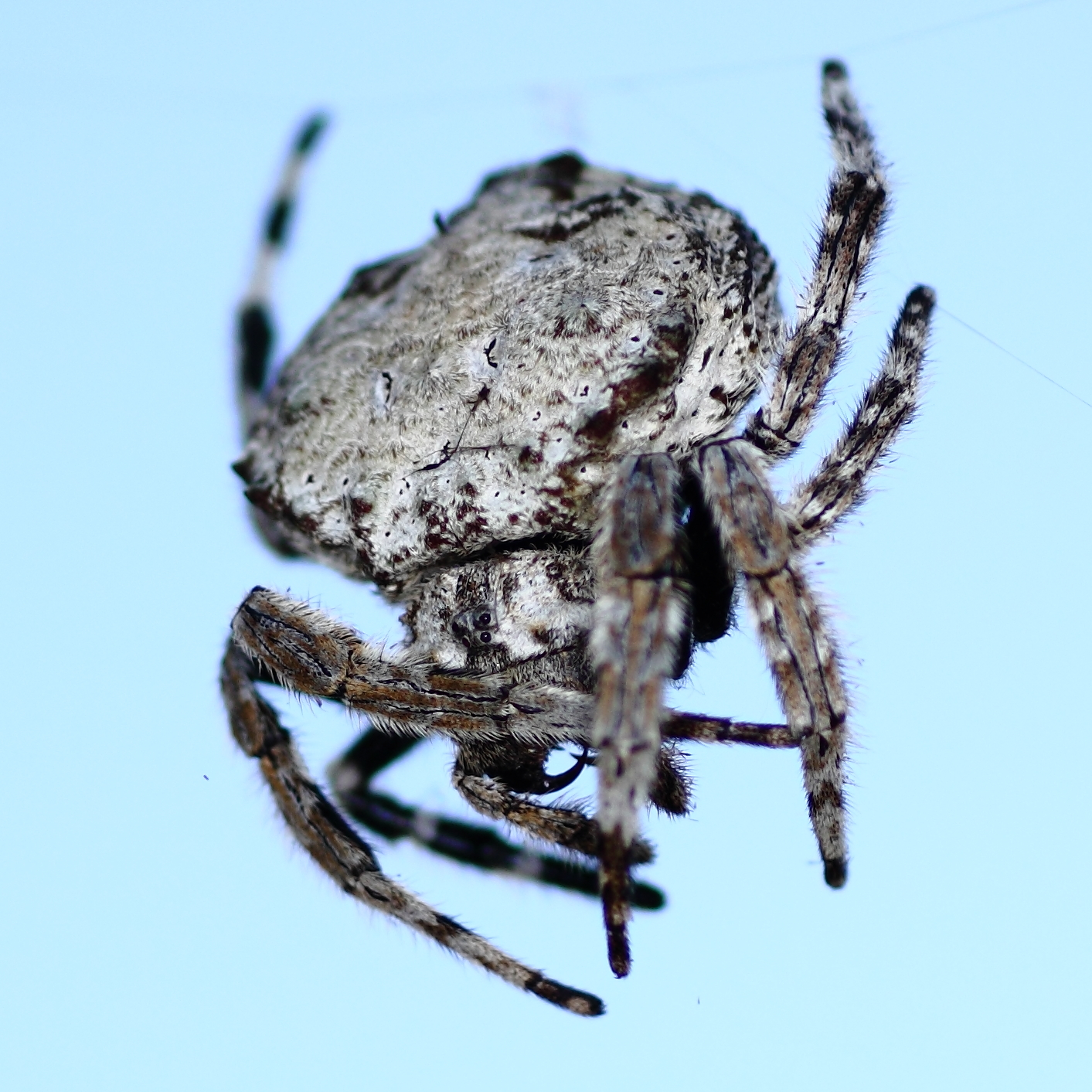
Caerostris sp.

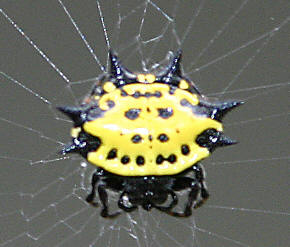
Gasteracantha cancriformis, femmina

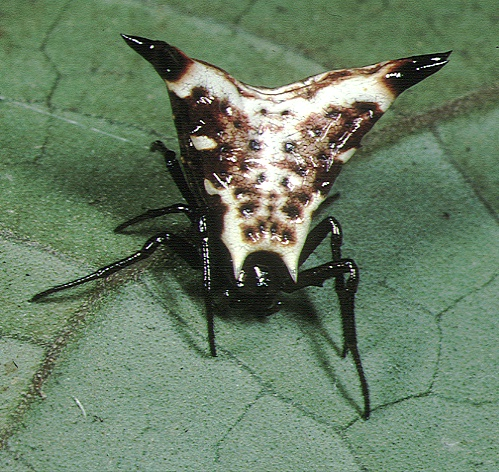
Micrathena lucasi, femmina

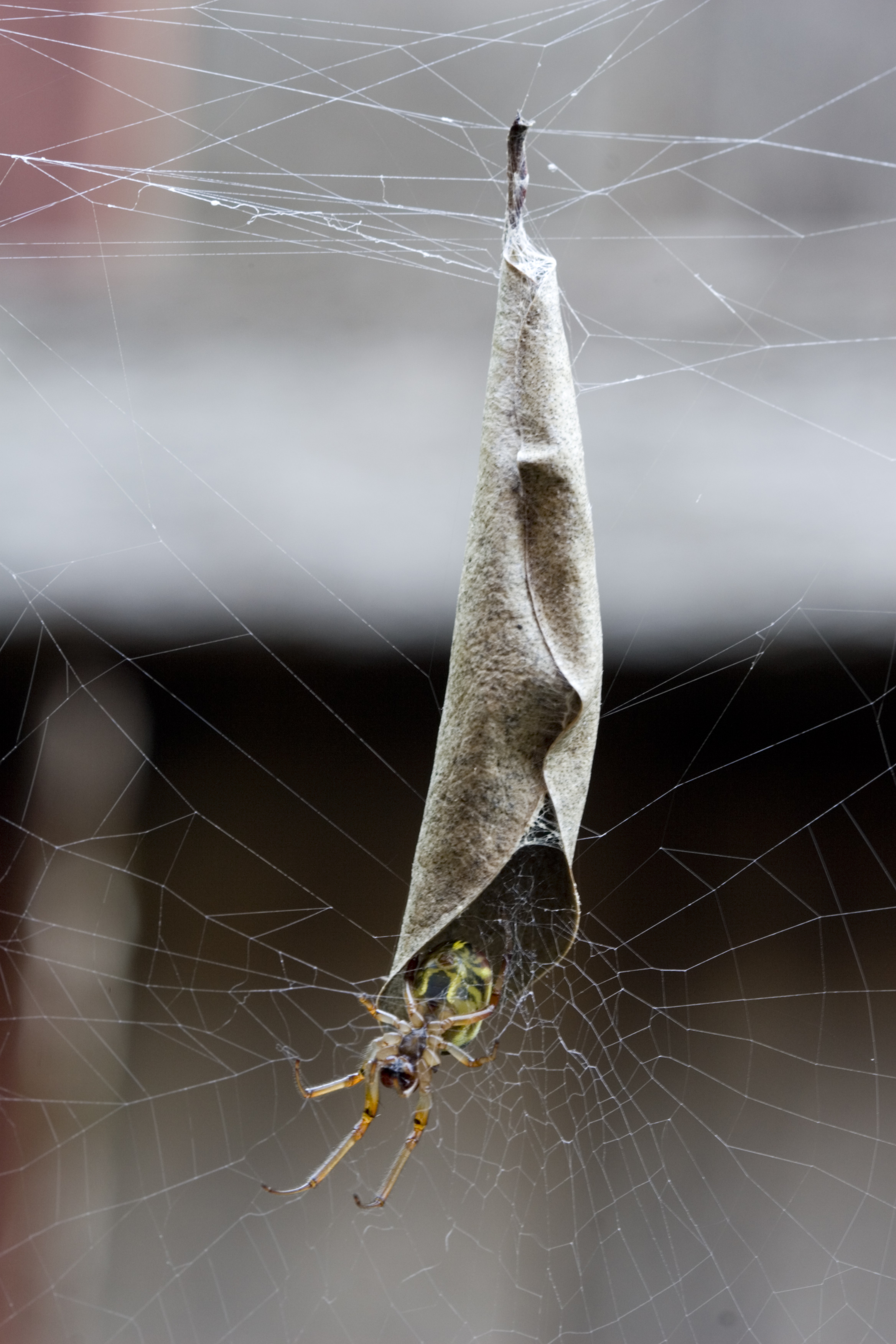
Phonognatha graeffei

Araneinae Simon, 1895

### Anepsiini
- Tribù Anepsiini
  - Anepsion Strand, 1929 - Cina, da Myanmar a Celebes, Nuova Guinea, Malaysia, Giappone, Australia, Filippine (16 specie)
  - Paraplectanoides Keyserling, 1886 - Queensland, Nuovo Galles del Sud, Tasmania (2 specie)
  - Thorellina Berg, 1899 - Nuova Guinea, Myanmar (2 specie)

### Arachnurini
- Tribù Arachnurini
  - Arachnura Vinson, 1863 - Australia, Nuova Zelanda, Nuova Guinea, Cina, India, Giappone, Congo, Etiopia (13 specie)

### Araneini
- Tribù Araneini Simon, 1895
  - Acanthepeira Marx, 1883 - Canada, USA, Messico, Brasile, Cuba (5 specie)
  - Acroaspis Karsch, 1878 - Australia occidentale, Nuovo Galles del Sud, Queensland, Nuova Zelanda (3 specie)
  - Actinosoma Holmberg, 1883 - dalla Colombia all'Argentina (1 specie)
  - Aculepeira Chamberlin & Ivie, 1942 - Regione paleartica, Brasile, Paraguay, Argentina (23 specie e 4 sottospecie)
  - Agalenatea Archer, 1951 - Regione paleartica, Yemen, Etiopia (2 specie)
  - Alpaida O.P.-Cambridge 1889 - America centrale e meridionale (142 specie e 2 sottospecie)
  - Amazonepeira Levi, 1989 - Brasile, Ecuador, Perù, Bolivia, Suriname (5 specie)
  - Araneus Clerck, 1757 - cosmopolita (628 specie e 38 sottospecie)
  - Carepalxis L.Koch, 1872 - Australia (Queensland e Nuovo Galles del Sud), Paraguay, Argentina, dal Messico al Brasile, Nuova Guinea (12 specie)
  - Cercidia Thorell, 1869 - Regione olartica, India (3 specie)
  - Chorizopes O.P.-Cambridge 1870 - India, Cina, Vietnam, Sri Lanka, Giappone, Sumatra, Madagascar (24 specie)
  - Cnodalia Thorell, 1890 - Sumatra, Giappone, Cina (4 specie)
  - Colaranea Court & Forster, 1988 - Nuova Zelanda (4 specie)
  - Collina Urquhart, 1891 - Tasmania (1 specie)
  - Cryptaranea Court & Forster, 1988 - Nuova Zelanda (7 specie)
  - Deliochus Simon, 1894[3] - Australia, Tasmania (2 specie e 1 sottospecie)
  - Dubiepeira Levi, 1991 - America meridionale (Perù, Colombia, Brasile, Venezuela, Ecuador e Guyana) (5 specie)
  - Epeiroides Keyserling, 1885 - dal Costarica al Brasile (1 specie)
  - Gibbaranea Archer, 1951 - Regione paleartica (9 specie e 3 sottospecie)
  - Heurodes Keyserling, 1886 - Cina, Filippine, Singapore, Tasmania (3 specie)
  - Lewisepeira Levi, 1993 - Panama, Messico, Giamaica, Porto Rico (4 specie)
  - Metazygia F.O.P.-Cambridge, 1904 - Brasile, Colombia, USA, Panama, Bolivia, Argentina, Nicaragua, Antille (90 specie)
  - Metepeira F.O.P.-Cambridge, 1903 - Americhe (44 specie)
  - Milonia Thorell, 1890 - Sumatra, Singapore, Myanmar, Giava, Borneo (7 specie)
  - Molinaranea Mello-Leitão, 1940 - Cile, Argentina, isole Juan Fernandez, isole Falkland (7 specie)
  - Nemosinga Caporiacco, 1947 - Tanzania (2 specie e 1 sottospecie)
  - Nicolepeira Levi, 2001 - Cile centrale e meridionale (3 specie)
  - Novakiella Court & Forster, 1993 - Australia, Nuova Zelanda (1 specie)
  - Novaranea Court & Forster, 1988 - Australia (Nuovo Galles del Sud, Victoria), Nuova Zelanda, Tasmania (2 specie)
  - Nuctenea Simon, 1864 - Regione paleartica (dall'Europa all'Azerbaigian, Algeria) (3 specie e 2 sottospecie)
  - Ocrepeira Marx, 1883 - Americhe (66 specie)
  - Pararaneus Caporiacco, 1940 - Africa subsahariana, Medio Oriente (5 specie)
  - Parawixia F.O.P.-Cambridge, 1904 - America centrale e meridionale, dall'India alle Filippine, Nuova Guinea (28 specie e 3 sottospecie)
  - Perilla Thorell, 1895 - Myanmar, Vietnam, Malaysia (1 specie)
  - Pherenice Thorell, 1899 - Camerun (1 specie)
  - Porcataraneus Mi & Peng, 2011 - Cina, India (3 specie)
  - Pozonia Schenkel, 1953 - America centrale e meridionale (dal Messico al Paraguay) (4 specie)
  - Rubrepeira Levi, 1992 - America (dal Messico al Brasile, Guyana) (1 specie)
  - Scoloderus Simon, 1887 - Americhe (dagli USA all'Argentina) (5 specie)
  - Singa C. L. Koch, 1836 - Europa, Asia, Africa e America settentrionale (presente in Italia) (27 specie e due sottospecie)
  - Spinepeira Levi, 1995 - Perù (1 specie)
  - Tatepeira Levi, 1995 - Honduras, Brasile, Colombia, Bolivia (4 specie)
  - Wagneriana F.O.P.-Cambridge, 1904 - America centrale e meridionale, Stati Uniti (43 specie)
  - Wixia O.P.-Cambridge 1882 - Brasile, Guyana, Bolivia (1 specie)
  - Yaginumia Archer, 1960 - Cina, Corea, Giappone, Taiwan (1 specie)
  - Zealaranea Court & Forster, 1988 - Nuova Zelanda (4 specie)
  - Zilla C. L. Koch, 1834 - dall'Europa all'Azerbaigian, Cina, India, Italia (5 specie e 1 sottospecie)

### Bertranini
- Tribù Bertranini
  - Bertrana Keyserling, 1884 - America meridionale (Colombia, Ecuador, Brasile, Venezuela, Perù) e America centrale (Costa Rica e Panama) (12 specie)
  - Spintharidius Simon, 1893 - America meridionale (Brasile, Perù, Bolivia, Paraguay) e Cuba (2 specie)

### Celaenini
- Tribù Celaenini
  - Celaenia Thorell, 1868 - Nuova Zelanda, Australia (Nuovo Galles del Sud, Victoria), Tasmania (11 specie)
  - Taczanowskia Keyserling, 1879 - Brasile, Colombia, Perù, Argentina, Bolivia (4 specie)

### Cyclosini
- Tribù Cyclosini
  - Acusilas Simon, 1895 - Africa centrale, occidentale e orientale, dalla Cina all'Arcipelago delle Molucche, Filippine (9 specie)
  - Allocyclosa Levi, 1999 - dagli USA a Panama, Hispaniola, Cuba (1 specie)
  - Araniella Chamberlin & Ivie, 1942 - regione olartica (12 specie)
  - Backobourkia Framenau, Dupérré, Blackledge & Vink, 2010[4] - Australia, Nuova Zelanda, Nuova Caledonia (3 specie)
  - Cyclosa Menge, 1866 - cosmopolita (168 specie e 8 sottospecie)
  - Deione Thorell, 1898 - Cina, Birmania (4 specie)
  - Edricus O. P.-Cambridge, 1890 - dal Panama all'Ecuador, Messico (2 specie)
  - Eriophora Simon, 1864 - Oceania, Americhe, Congo, Etiopia, Cina (10 specie)
  - Nemoscolus Simon, 1895 - Africa settentrionale, occidentale e meridionale, Europa meridionale (15 specie)
  - Nemospiza Simon, 1903 - Sudafrica (1 specie)
  - Plebs Joseph & Framenau, 2012 - Asia orientale, Asia meridionale, Oceania (22 specie)
  - Verrucosa McCook, 1888 - America meridionale, centrale e USA, Antille, Queensland (46 specie)

### Dolophonini
- Tribù Dolophonini
  - Dolophones Walckenaer, 1837 - Australia, Arcipelago delle Molucche, Nuova Caledonia, isola di Lord Howe (17 specie)
  - Hypsosinga Ausserer, 1871 - regione olartica, Uganda, Kenya (16 specie)
  - Leviellus Wunderlich, 2004 - Europa, Medio Oriente, Asia centrale, Africa settentrionale (4 specie)
  - Pitharatus Simon, 1895 - Malesia, Giava, Celebes (1 specie)
  - Zygiella F. O. P.-Cambridge, 1902 - Europa, Asia, Africa settentrionale ed America (9 specie)

### Exechocentrini
- Tribù Exechocentrini
  - Coelossia Simon, 1895 - Sierra Leone, Mauritius (2 specie)
  - Exechocentrus Simon, 1889 - Madagascar (2 specie)

### Heterognathini
- Tribù Heterognathini
  - Heterognatha Nicolet, 1849 - Cile (1 specie)
  - Poecilarcys Simon, 1895 - Tunisia (1 specie)

### Hypognathini
- Tribù Hypognathini
  - Hypognatha Guerin, 1839 - America meridionale (soprattutto Brasile e Perù) e America centrale (38 specie)

### Mangorini
- Tribù Mangorini Simon, 1895
  - Acacesia Simon, 1895 - dagli USA all'Argentina (6 specie)
  - Alenatea Song & Zhu, 1999 - Cina, Corea, Taiwan, Giappone (3 specie)
  - Eriovixia Archer, 1951 - Cina, India, Pakistan, Filippine, Nuova Guinea, Africa orientale, centrale e occidentale (20 specie)
  - Eustacesia Caporiacco, 1954 - Guyana francese (1 specie)
  - Eustala Simon, 1895 - America settentrionale, centrale e meridionale (82 specie)
  - Faradja Grasshoff, 1970 - Repubblica Democratica del Congo (1 specie)
  - Hingstepeira Levi, 1995 - America meridionale (Brasile, Guyana, Suriname, Colombia, Guiana francese) (4 specie)
  - Kilima Grasshoff, 1970 - Africa centrale, orientale e meridionale, Yemen, isole Seychelles (3 specie)
  - Larinia Simon, 1874 - pressoché cosmopolita, ad eccezione dei poli (55 specie)
  - Lariniaria Grasshoff, 1970 - Russia, Cina, Corea, Giappone (1 specie)
  - Larinioides Caporiacco, 1934 - Regione olartica (6 specie e 1 sottospecie)
  - Lipocrea Thorell, 1878 - Grecia, Cipro, Turchia, Israele, Yemen, dall'India al Giappone, Africa centrale, orientale e meridionale (4 specie)
  - Mahembea Grasshoff, 1970 - Africa centrale e orientale (1 specie)
  - Mangora O. P.-Cambridge 1889 - Regione paleartica, Americhe, ecozona orientale (186 specie)
  - Neoscona Simon, 1864 - cosmopolita ad eccezione dei poli, con prevalenza in Asia (97 specie e 13 sottospecie)
  - Paralarinia Grasshoff, 1970 - Africa centrale e orientale, Congo, Sudafrica (4 specie)
  - Prasonica Simon, 1895 - Africa centrale, occidentale e orientale, India, Vietnam, Nuova Guinea, Giava, Yemen (10 specie)
  - Prasonicella Grasshoff, 1971 - Madagascar, isola di Aldabra (2 specie)
  - Pseudopsyllo Strand, 1916 - Camerun (1 specie)
  - Psyllo Thorell, 1899 - Camerun, Congo (1 specie)
  - Singafrotypa Benoit, 1962 - Costa d'Avorio, Congo, Sudafrica, Botswana, Etiopia, isola di Bioko (4 specie)
  - Siwa Grasshoff, 1970 - Mediterraneo occidentale, Egitto, Israele (2 specie)
  - Spilasma Simon, 1897 - America meridionale e centrale (dall'Honduras alla Bolivia, Brasile, Perù) (3 specie)
  - Umbonata Grasshoff, 1971 - Tanzania (1 specie)

### Poltyini
- Tribù Poltyini
  - Cyphalonotus Simon, 1895 - Congo, Africa orientale, Madagascar, Cina, Vietnam, Sumatra, Socotra (6 specie)
  - Ideocaira Simon, 1903 - Sudafrica (2 specie)
  - Kaira O. P.-Cambridge 1889 - Americhe, in prevalenza in America meridionale, assente in Canada (16 specie)
  - Micropoltys Kulczyński, 1911 - Nuova Guinea, Queensland (4 specie)
  - Poltys C. L. Koch, 1843 - Asia orientale, Asia meridionale, Oceania, Asia sudorientale, Africa subsahariana (43 specie)
  - Pycnacantha Blackwall, 1865 - Africa centrale e meridionale, Madagascar, Namibia e Camerun (4 specie)

### Pseudartonini
- Tribù Pseudartonini
  - Pseudartonis Simon, 1903 - Africa orientale, Etiopia, Camerun, Guinea Bissau, isola di São Tomé (4 specie)

### Testudinarini
- Tribù Testudinarini
  - Testudinaria Taczanowski, 1879 - dal Panama al Perù, Brasile, Argentina, Bolivia (9 specie)

### Ursini
- Tribù Ursini
  - Ursa Simon, 1895 - Cile, Brasile, Sudafrica, Vietnam, Sri Lanka (5 specie)

### Incertae sedis (Araneinae)
- incertae sedis

Glyptogona Simon, 1884 - dall'Italia ad Israele, Sri Lanka (2 specie)

## Argiopinae
Argiopinae Simon, 1890
- Argiope Audouin, 1826 - cosmopolita (80 specie e 3 sottospecie)
- Gea C. L. Koch, 1843 - America, Asia, Africa, Oceania (12 specie e 1 sottospecie)
- Neogea Levi, 1983 - dall'India a Sumatra, Nuova Guinea, Cina (3 specie)
- Witica O. P.-Cambridge 1895 - dal Messico al Perù, Cuba (3 specie)

## Cyrtarachninae
Cyrtarachninae Simon

### Cyrtarachnini
- Tribù Cyrtarachnini Simon
  - Aethriscus Pocock, 1902 - Congo (2 specie)
  - Aethrodiscus Strand, 1913 - Africa centrale (1 specie)
  - Aranoethra Butler, 1873 - Africa occidentale e centrale (3 specie)
  - Cyrtarachne Thorell, 1868 - Africa, Asia, Europa meridionale, Oceania (51 specie e 3 sottospecie)
  - Friula O. P.-Cambridge 1896 - Borneo (Sarawak) (1 specie)
  - Paraplectana Brito Capello, 1867 - Asia orientale e sudorientale, ecozona afrotropicale (10 specie e 2 sottospecie)
  - Pasilobus Simon, 1895 - Asia orientale, sudorientale e meridionale, Africa subsahariana, Oceania (12 specie)
  - Poecilopachys Simon, 1895 - Oceania, Nuova Guinea, Australia (5 specie)

### Mastophorini
- Tribù Mastophorini
  - Acantharachne Tullgren, 1910 - Africa centrale, orientale e Madagascar (8 specie)
  - Cladomelea Simon, 1895 - Africa centrale, Sudafrica (4 specie)
  - Mastophora Holmberg, 1876 - America settentrionale, centrale e meridionale (50 specie)
  - Ordgarius Keyserling, 1886 - Asia orientale, sudorientale e meridionale, Indonesia (11 specie e 1 sottospecie)

## Cyrtophorinae
Cyrtophorinae
- Cyrtobill Framenau & Scharff 2009 - Australia (1 specie)
- Cyrtophora Simon, 1864 - Asia orientale, sudorientale e meridionale, Africa, Oceania, Europa meridionale e Caraibi, Colombia e Costa Rica (38 specie e 9 sottospecie)
- Kapogea Levi, 1997 - America centrale e meridionale (4 specie)
- Manogea Levi, 1997 - dal Panama all'Argentina, Messico, Guatemala, Honduras, Colombia (3 specie)
- Mecynogea Simon, 1903 - America centrale e meridionale, USA (9 specie)
- Megaraneus Lawrence, 1968 - Africa (1 specie)

## Gasteracanthinae
Gasteracanthinae

### Caerostrini
- Tribù Caerostrini
  - Aspidolasius Simon, 1887 - dalla Colombia alla Bolivia, Guyana, Brasile (1 specie)
  - Caerostris Thorell, 1868 - ecozona afrotropicale ed ecozona indomalese (12 specie)
  - Talthybia Thorell, 1898 - Cina, Birmania (1 specie)
  - Thelacantha Hasselt, 1882 - dall'India alle Filippine, Madagascar, Australia (1 specie)

### Gasteracanthini
- Tribù Gasteracanthini
  - Acrosomoides Simon, 1887 - Africa occidentale, centrale e orientale, Madagascar, Camerun, Congo (3 specie)
  - Actinacantha Simon, 1864 - Sumatra, Giava (1 specie)
  - Aetrocantha Karsch, 1879 - Africa centrale e occidentale (1 specie)
  - Afracantha Dahl, 1914 - Africa centrale, occidentale e orientale, Venezuela (1 specie)
  - Augusta O. P.-Cambridge 1877 - Madagascar (1 specie)
  - Austracantha Dahl, 1914 - Australia, Tasmania, isole di Montebello (1 specie e 4 sottospecie)
  - Gasteracantha Sundevall, 1833 - Asia orientale, sudorientale e meridionale, Europa, Africa subsahariana e America settentrionale (70 specie e 31 sottospecie)
  - Gastroxya Benoit, 1962 - Congo, Sudafrica, Liberia, Ruanda, Burundi (4 specie)
  - Hypsacantha Dahl, 1914 - Africa centrale, orientale e meridionale (1 specie)
  - Isoxya Simon, 1885 - Africa centrale, orientale e meridionale, Yemen, Madagascar (16 specie)
  - Macracantha Simon, 1864 - dalla Cina al Borneo, India (1 specie)
  - Madacantha Emerit, 1970 - Madagascar (1 specie)
  - Parmatergus Emerit, 1994 - Madagascar (2 specie e 1 sottospecie)
  - Togacantha Dahl, 1914 - Africa occidentale, centrale e orientale (1 specie)

## Micratheninae
Micratheninae
- Micrathena Sundevall, 1833 - Americhe (116 specie e 2 sottospecie)
- Pronoides Schenkel, 1936 - Russia, Cina, Corea, Giappone (6 specie)
- Xylethrus Simon, 1895 - Brasile, Panama, Messico, Bolivia (6 specie)

## Nephilinae
Nephilinae
- Clitaetra Simon, 1889 - Africa, Madagascar, Sri Lanka (6 specie)
- Herennia Thorell, 1877 - Asia meridionale, Australia (11 specie)
- Nephila Leach, 1815 - tutta l'area compresa fra i due tropici (23 specie e 15 sottospecie)
- Nephilengys L. Koch, 1872 - tutta l'area compresa fra i due tropici (2 specie)
- Nephilingis Kuntner, 2013 - Africa centrale e orientale, America meridionale (4 specie)

## Oarcinae
Oarcinae
- Gnolus Simon, 1879 - Cile, Argentina (6 specie)
- Oarces Simon, 1879 - Brasile, Cile, Argentina (2 specie)

## Incertae sedis (Araneidae)
- incertae sedis
  - Artonis Simon, 1895 - Birmania, Etiopia (2 specie)
  - Colphepeira Archer, 1941 - USA, Messico (1 specie)
  - Enacrosoma Mello-Leitão, 1932 - America centrale e meridionale (6 specie)
  - Encyosaccus Simon, 1895 - Colombia, Ecuador, Perù, Brasile (1 specie)
  - Galaporella Levi, 2009 - isole Galapagos (1 specie)
  - Melychiopharis Simon, 1895 - Brasile (2 specie)
  - Micrepeira Schenkel, 1953 - Brasile, Perù, Venezuela, Ecuador, Colombia, Guyana francese, Guyana, Costarica (7 specie)
  - Phonognatha Simon, 1894 - Australia, Nuova Caledonia, Filippine, Tasmania, India[3] (7 specie ed una sottospecie)
  - Pronous Keyserling, 1881 - America centrale e meridionale, Madagascar, Malesia (16 specie)
  - Sedasta Simon, 1894 - Africa occidentale (1 specie)
  - Telaprocera Harmer & Framenau, 2008 - Queensland, Victoria, Nuovo Galles del Sud (2 specie)

## Generi fossili
A maggio 2014 sono stati riconosciuti 17 generi fossili appartenenti a questa famiglia:
- Anepeira Wunderlich, 2004 †; fossile, Paleogene (1 specie)
- Araneometa Wunderlich, 1988 †; fossile, Neogene (3 specie)
- Bararaneus Wunderlich, 2004 †; fossile, Paleogene (2 specie)
- Chrysometata Wunderlich, 2004 †; fossile, Paleogene (1 specie)
- Cyclososoma Petrunkevitch, 1958 †; fossile, Paleogene (1 specie)
- Eoaraneus Wunderlich, 2004 †; fossile, Paleogene (1 specie)
- Eochorizopes Wunderlich, 2008 †; fossile, Paleogene (1 specie)
- Eozygiella Wunderlich, 2004 †; fossile, Paleogene (1 specie)
- Fossilaraneus Wunderlich, 1988 †; fossile, Neogene (1 specie)
- Graea Thorell, 1869 †; fossile, Paleogene (12 specie)
- Meditrina Petrunkevitch, 1942 †; fossile, Paleogene (1 specie)
- Mesozygiella Penney & Ortuño, 2006 †; fossile, Cretaceo (1 specie)
- Miraraneus Wunderlich, 2004 †; fossile, Paleogene (1 specie)
- Mirometa Petrunkevitch, 1963 †; fossile, Neogene (1 specie)
- Pycnosinga Wunderlich, 1988 †; fossile, Neogene (1 specie)
- Testudinaroides Dunlop & Jekel, 2008 †; fossile, Neogene (1 specie)
- Tethneus Scudder, 1890 †; fossile, Oligocene (7 specie)

## Generi trasferiti, inglobati, non più in uso
- Aerea Urquhart, 1891[6]
- Chaetacis Simon, 1895[7]
- Homalopoltys Simon, 1895[8]
- Madrepeira Levi, 1995[9]
- Neoarchemorus Mascord, 1968[10]
- Tukaraneus Barrion & Litsinger, 1995[11]